# Chlorophthalmus corniger
Chlorophthalmus corniger is een straalvinnige vissensoort uit de familie van groenogen (Chlorophthalmidae). De wetenschappelijke naam van de soort is voor het eerst geldig gepubliceerd in 1894 door Alcock.